# Sinibrama melrosei
Sinibrama melrosei és una espècie de peix cipriniforme de la família dels ciprínids.

## Morfologia
Els mascles poden assolir els 16 cm de longitud total.

## Distribució geogràfica
Es troba a Laos, Vietnam i el sud de la Xina.